# بيل ديزني
بيل ديزني (بالإنجليزية: Bill Disney)‏ هو متزلج سريع أمريكي، ولد في 3 أبريل 1932 في توبيكا في الولايات المتحدة، وتوفي في 22 أبريل 2009 في ليك هافاسو سيتي في الولايات المتحدة.

## وصلات خارجية
- بيل ديزني على موقع SpeedSkatingBase.eu (الإنجليزية)
- بيل ديزني على موقع SpeedSkatingNews.info (الإنجليزية)
- بيل ديزني على موقع SpeedSkatingStats.com (الإنجليزية)
- بيل ديزني على موقع أوليمبيديا (الإنجليزية)